# Spoorlijn Arnhem - Leeuwarden
Staatslijn A is de volgens de Wet op de Aanleg van Staatsspoorwegen van 18 augustus 1860 door de Staat der Nederlanden aangelegde spoorweg tussen de steden Arnhem, Zutphen, Deventer, Zwolle, Meppel en Leeuwarden met elkaar verbindt. Het traject is, met uitzondering van het gedeelte tussen Deventer en Olst, dubbelsporig en is in 1952 en 1953 geëlektrificeerd.

## Geschiedenis
Staatslijn A is, samen met negen andere spoorlijnen, onderdeel van de eerste Staatsaanleg van spoorwegen in Nederland. De aanleg van spoorwegen vanuit de overheid was bedoeld om de achterstand die Nederland had op het gebied van spoorwegaanleg enigszins in te halen. Met de aanleg van de spoorlijnen ontstaat een uitgebreid netwerk tussen bijna alle grote Nederlandse steden. Dit netwerk vormt anno 2020 nog voor een belangrijk deel de ruggengraat van het Nederlandse spoorwegnet. Door vooral gebruik te maken van standaardontwerpen en -bestekken kunnen alle lijnen relatief snel worden aangelegd. Samen met de aanleg van Staatslijnen B (tussen Harlingen, Leeuwarden, Groningen en Nieuweschans) en C (tussen Meppel en Groningen) worden de belangrijkste steden in Noord-Nederland aangesloten op het Nederlandse spoorwegnet.
In 1866 wordt, vijf jaar nadat koning Willem III op 22 oktober 1861 de eerste steen van een pijler van de spoorbrug bij Zutphen heeft gelegd, het traject Arnhem – Zwolle in gebruik genomen. In 1865 rijden er overigens al treinen over het gedeelte Arnhem – Deventer. In de drie jaar die daarop volgen wordt de spoorlijn naar Leeuwarden in fasen in gebruik genomen.
- 2 februari 1865: Arnhem – Zutphen
- 5 augustus 1865: Zutphen – Deventer
- 1 oktober 1866: Deventer – Zwolle
- 1 oktober 1867: Zwolle – Meppel
- 15 januari 1868: Meppel – Heerenveen
- 1 september 1868: Heerenveen – Leeuwarden

In 1880 wordt de aansluiting richting Deventer in Zwolle verplaatst naar het oosten om in Zwolle ruimte te maken voor het nieuwe goederenstation. Aanvankelijk liep de lijn naar Deventer langs de Oude Deventerstraatweg.
De treindienst wordt, net als op de meeste Staatslijnen, uitgevoerd door de Maatschappij tot Exploitatie van Staatsspoorwegen, kortweg SS. Een deel van de spoorlijn wordt in de eerste decennia door de SS ook gebruikt voor doorgaande treinen tussen Amsterdam en Noord-Duitsland. Deze treinen rijden via de Rhijnspoorweg van Amsterdam naar Arnhem en buigen bij Zutphen af naar Staatslijn D om zo bij Oldenzaal de grens over te gaan. Dit is op dat moment de kortste spoorwegverbinding tussen de hoofdstad en Hannover. Wanneer grote concurrent HIJSM, die vanaf 1888 de exploitatie op de KNLS-lijn Apeldoorn - Deventer – Almelo verzorgde, deze voormalige lokaallijn in 1892 ombouwt tot hoofdspoorweg, kan de maatschappij over haar Oosterspoorweg via Amersfoort een veel snellere verbinding tussen Amsterdam en Hannover aanbieden. Hierna is het al snel gedaan met de doorgaande internationale treinverbindingen over Staatslijn A. In de jaren 90 van de twintigste eeuw wordt het oude traject nog een enkele keer gebruikt als omleidingsroute tijdens werkzaamheden in Amersfoort. De spoorlijn blijft vooral belangrijk voor het binnenlandse spoorwegvervoer. Sinds de opening van de Hanzelijn wordt het spoor tussen Deventer en Zwolle af en toe gebruikt om de Intercity tussen Amsterdam en Berlijn via Zwolle om te leiden, indien het niet mogelijk is om de trein via Amersfoort en Apeldoorn te laten rijden.

### Spoorverdubbeling en elektrificatie

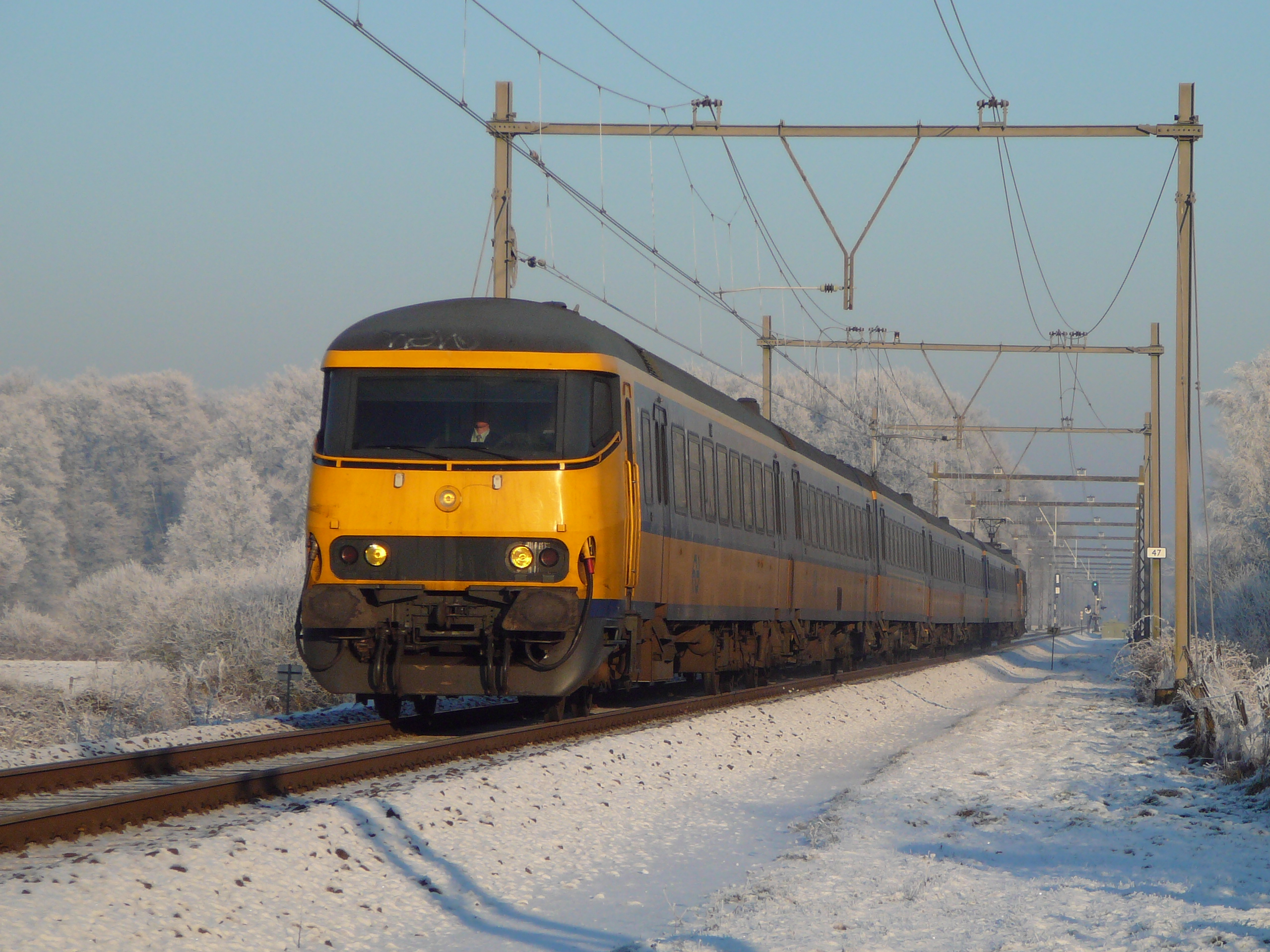
Op de foto is duidelijk te zien dat met de elektrificatie van de spoorlijn rekening is gehouden met spoorverdubbeling.

De gehele spoorlijn is net als gelijkwaardige spoorlijnen aan het begin van de 20e eeuw grotendeels verdubbeld. Tijdens de Spoorwegstaking van 1944 braken de Duitsers tussen Meppel en Leeuwarden een van de twee sporen op. Na de Tweede Wereldoorlog is het grootste deel van het traject opnieuw voorzien van dubbelspoor. Enkele gedeelten blijven uit kostenoverweging voorlopig enkelsporig. Bij de elektrificatie op 5 januari 1953 van het traject Arnhem - Zutphen, op 17 mei 1953 van het traject Zutphen - Zwolle en op (17) 18 mei 1952 van het traject Zwolle - Leeuwarden zijn de trajecten Deventer - Olst en Steenwijk - Wolvega enkelsporig gebleven. Bij het plaatsen van de bovenleidingmasten is met spoorverdubbeling rekening gehouden. Het duurde nog tot 13 april 1975 totdat het traject Steenwijk - Wolvega weer van twee sporen was voorzien. Het deel tussen Deventer en Olst is enkelsporig gebleven. Hoewel regelmatig geopperd wordt dit laatste enkelsporige deel van de IJssellijn te verdubbelen zijn er geen concrete plannen.

### Knelpunt Meppel – Zwolle
De spoorlijn tussen Meppel en Zwolle is door het toegenomen treinverkeer van en naar Groningen en Leeuwarden een knelpunt geworden. De beide ten noorden van Meppel gelegen dubbelsporige baanvakken komen in Meppel samen in een dubbelsporig baanvak naar Zwolle, waarover de (meeste) treinen van zowel Groningen als Leeuwarden van en naar Zwolle rijden. Deze lijn wordt tevens gekenmerkt door veertien overwegen en meerdere bruggen en is daardoor zeer storingsgevoelig.
Voorts is het emplacement van Meppel een knelpunt. Hier liggen twee perrons met drie perronsporen waarover al het reizigersverkeer wordt afgehandeld. Ook hier kan een kleine verstoring grote invloed hebben op het treinverkeer van en naar Groningen en Leeuwarden. Er is geen andere mogelijkheid om met de trein tussen het noorden en midden van het land te reizen dan via dit traject. Tussen september en eind 2023 waren ruim zeventig storingen op het traject, gemiddeld negen uur per week. Dat maakt de gevolgen voor reizigers groot.
Op 23 januari 2024 heeft de Tweede Kamer een motie aangenomen om voldoende geld beschikbaar te stellen om dit knelpunt 'eindelijk' op te lossen. Hiervoor is een bedrag begroot van 40 miljoen euro voor onder andere de aanleg van een extra perron en extra wissels te Meppel.

## Stations en gebouwen
De stations langs de eerste staatslijnen krijgen zogenaamde Waterstaatstations. Voor deze gebouwen maakt architect K.H. van Brederode vijf standaardontwerpen. Het zijn sobere ontwerpen die vooral 'economisch, deugdelijk en functioneel' moesten zijn. De ontwerpen zijn verdeeld over vijf klassen. Hoe groter de plaats of hoe belangrijker het station, hoe groter het gebouw. Langs Staatslijn A verschijnen bij de aanleg twintig Waterstaatstations. Zwolle krijgt een stationsgebouw van het grootste type, de eerste klasse. In Zutphen wordt een station van het type tweede klasse gebouwd. Het stationsgebouw is het enige dat gebouwd wordt van dit type. In o.a. Meppel, Steenwijk, Heerenveen en Leeuwarden worden stationsgebouwen van het type derde klasse gebouwd. Stationsgebouwen van het type vierde klasse worden gebouwd in Dedemsvaart en Wolvega. In Velp, De Steeg, Dieren, Brummen, Gorssel, Olst, Wijhe, Staphorst, Akkrum, Grou-Jirnsum en Wirdum wordt een stationsgebouw van het type vijfde klasse gebouwd.
In Arnhem wordt in eerste instantie gebruikgemaakt van het bestaande station van de NRS. In 1867 nemen de SS en NRS een nieuw, gezamenlijk stationsgebouw in gebruik. In Deventer wordt een laag en lang stationsgebouw neergezet, bestaande uit stijl- en regelwerk, opgevuld met steen, afgesmeerd met cement. Het station voldoet hiermee aan de strenge bepalingen van de Vestingwet. Ook in andere vestingsteden als Breda, Venlo en Maastricht verschijnen dergelijke stationsgebouwen. Na het aanpassen van de wet in 1874 maken de meeste stationsgebouwen plaats voor nieuwbouw. Het stationsgebouw van Deventer wordt in 1914 vervangen door een opvallend asymmetrisch gebouw. Diverse voorzieningen worden in perrongebouwen ondergebracht.

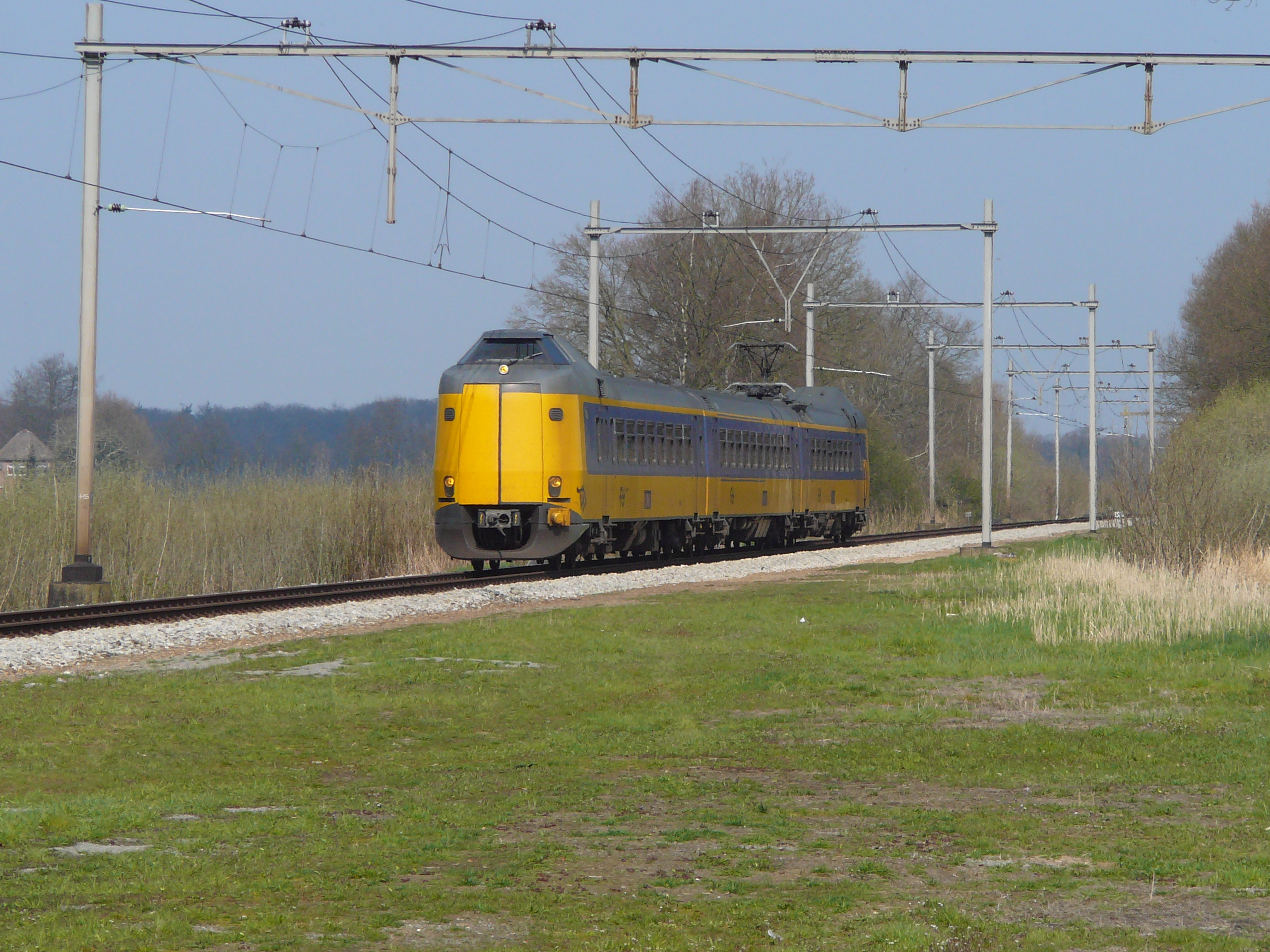
ICM-treinstel 4085 onderweg van Zwolle naar Nijmegen ter hoogte van het voormalige station Diepenveen West, 9 april 2008

In de loop der jaren ontstaan langs de lijn veel stopplaatsen en haltes. Een aantal stopplaatsen krijgt aan het eind van de negentiende eeuw een echt stationsgebouw: Diepenveen (1900), Windesheim (1895), Peperga (1884), Oudeschoot (1890) en Idaard-Roordahuizum (1890) krijgen een gebouw dat is afgeleid van het standaardtype Visvliet. Deze stations worden, net als de meeste andere stopplaatsen en haltes tussen 1936 en 1940 alweer gesloten. De stationsgebouwen zijn in de jaren 60 en 70 gesloopt. Ook de stations Gorssel, Dedemsvaart en Staphorst worden al voor de Tweede Wereldoorlog gesloten en ook hier zijn de stationsgebouwen inmiddels gesloopt.
In Dieren wordt in 1902 een nieuw stationsgebouw in gebruik genomen. Het station wordt hiermee een zogenaamd eilandstation. Het oude gebouw blijft, onder een andere bestemming, tot 1944 in gebruik. Twee jaar later wordt het stationsgebouw van Leeuwarden opvallend verbouwd. De middenrisaliet wordt vervangen door een gebouw met drie toegangsdeuren met daarboven een groot halfrond venster. Ook de meeste andere Waterstaatstations worden in de loop der jaren vergroot.
In de loop der tijd wordt een aantal stations en haltes langs de lijn toegevoegd. Arnhem krijgt twee voorstadhaltes langs de IJssellijn: In 1893 wordt station Arnhem Velperpoort geopend, in 1969 volgt station Arnhem Presikhaaf. De halte Arnhem Velperpoort krijgt in 1953 een opvallend stationsgebouwtje. Het gebouw met wachtkamer en loket op perronniveau staat op twee ranke stalen poten. In 1988 krijgt de halte een nieuw, gunstiger gelegen, stationsgebouw. Ook voor dit gebouw is een opvallend ontwerp gebruikt. Het oude stationsgebouwtje blijft als gemeentelijk monument bewaard. Het nabijgelegen Rheden krijgt in 1882 een eigen halte. Deze wordt in 1927 alweer gesloten. In 1952 wordt op dezelfde plek station Rheden geopend. Het nabijgelegen station De Steeg wordt hierbij gesloten. Ten slotte is in 1975 de halte Heerenveen IJsstadion geopend, die van 1977 tot en met 2015 alleen werd gebruikt bij evenementen in Thialf.

### Sloop en nieuwbouw stationsgebouwen
Behalve de gesloten stations worden in de jaren 60, 70 en begin jaren 80, net als in de rest van het land, ook langs Staatslijn A een groot aantal vooroorlogse stationsgebouwen gesloopt. De hoge onderhoudskosten en een teruglopend aantal activiteiten binnen een dergelijk groot gebouw zijn hiervoor de belangrijkste redenen. Van de oorspronkelijke Waterstaatstations langs de lijn worden de oude stationsgebouwen van Velp, Brummen, Olst, Wijhe, Steenwijk, Heerenveen, Akkrum en Grouw-Irnsum gesloopt. In Olst en Wijhe komt geen vervangende nieuwbouw. In Velp, Brummen, Akkrum en Grouw verschijnen eenvoudige standaardgebouwen. Steenwijk en Heerenveen krijgen respectievelijk in 1972 en 1983 gebouwen van een uniek ontwerp. In Steenwijk wordt onder andere het postkantoor in de nieuwbouw geïntegreerd, in Heerenveen worden trein- en busstation in één complex opgenomen. Terwijl de meeste nieuwe gebouwen na het verdwijnen van de loketten een andere functie hebben gekregen zijn de stationsgebouwen van Rheden en Brummen alweer gesloopt.

## Dienstregeling
Sinds jaar en dag rijden er geen rechtstreekse treinen over de gehele Staatslijn. Het traject Arnhem - Zwolle is voornamelijk gericht op het forensenvervoer tussen de aan de lijn gelegen steden en de omliggende plaatsen. De spoorlijn Leeuwarden - Zwolle wordt voor een belangrijk deel gebruikt voor het interregionale vervoer tussen Noord-Nederland en de Randstad.
In de jaren 60 en 70 rijdt als uitzondering een rechtstreekse trein voor Duitse vakantiegangers via Arnhem over de gehele oorspronkelijke Staatslijn. Deze trein reed hierbij van en naar Harlingen Haven. Daarnaast rijdt enige tijd dagelijks een van de laatste treinen uit Leeuwarden 's avonds door naar Nijmegen. Incidenteel worden bij stremmingen intercity's tussen het noorden van het land en Amersfoort via Deventer omgeleid. Deze treinen volgen hierbij dus het grootste gedeelte van de Staatslijn.

### Arnhem – Zwolle, de IJssellijn

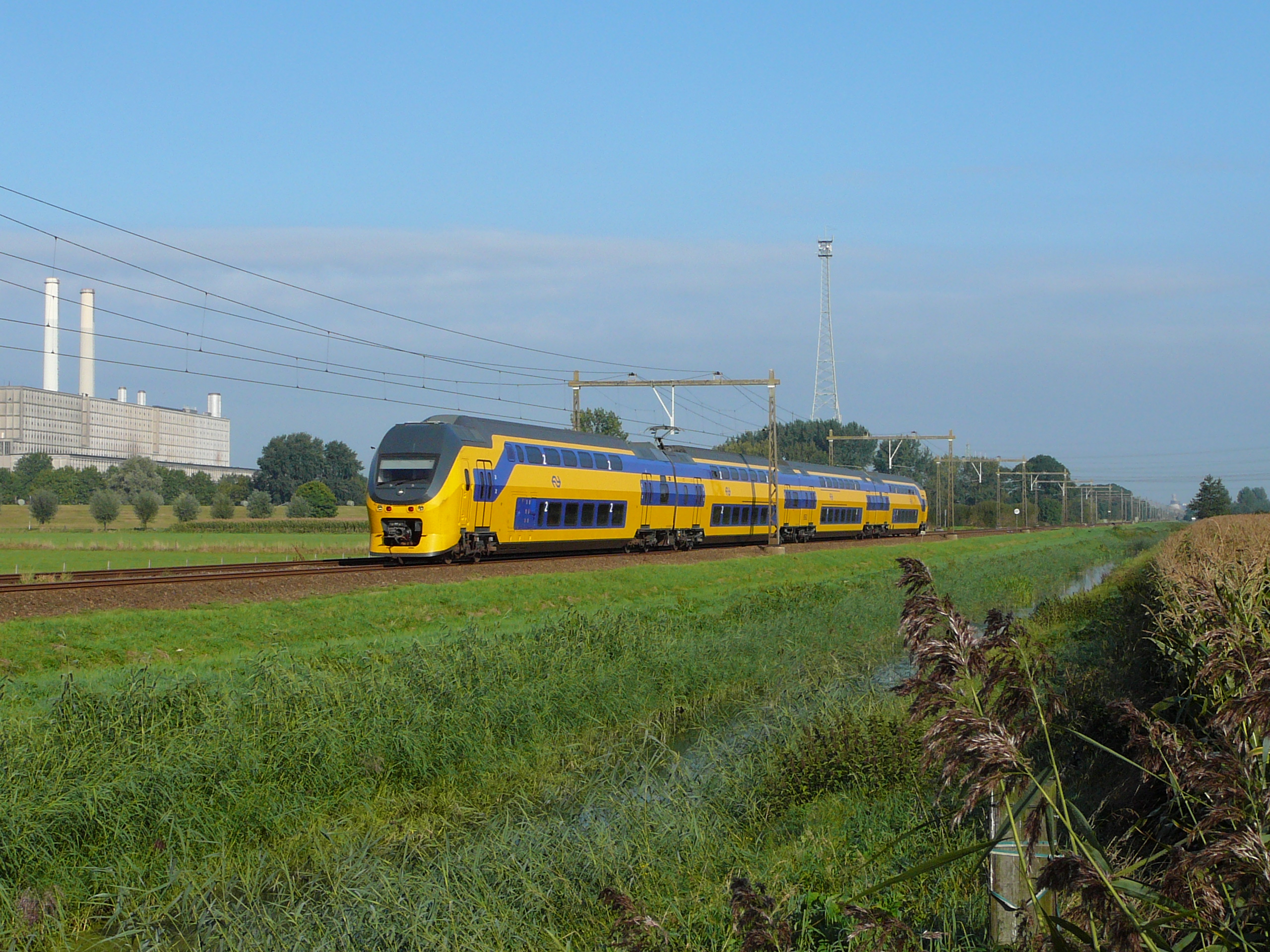
VIRM treinstel 9552 is op 20 september 2008 onderweg van Nijmegen naar Zwolle. Op de achtergrond de later gesloopte IJsselcentrale bij Harculo.

Tussen Arnhem en Zwolle rijden de intercity's van de serie 3600 (Zwolle - Roosendaal). Ook in de decennia hiervoor rijden doorgaande treinen tussen beide steden. Lange tijd rijden deze treinen als stoptrein. Na de elektrificatie van de verschillende trajecten rijden de treinen na Arnhem door richting Nijmegen en Noord-Brabant. Eindbestemmingen zijn hierbij voornamelijk Roosendaal en Eindhoven Centraal.
In 1969 ontstaat de rechtstreekse verbinding tussen Zwolle en Vlissingen. Bij het invoeren van de nieuwe consequente dienstregeling van Spoorslag '70 rijden de treinen het ene halfuur tussen Zwolle en Roosendaal en het andere halfuur tussen Zwolle en Vlissingen. Hoewel deze dienst officieel een van de negen nieuwe intercitydiensten tussen de grote steden is, kenmerkt de verbinding zich door vele stops. In het begin van de nieuwe dienstregeling van 1970 worden eenmaal per uur alleen de stations tussen Zutphen en Arnhem overgeslagen. De andere treindienst slaat slechts Olst, Wijhe, Ravenstein en Gilze-Rijen over. Later gaan op verschillende delen van het traject aparte stoptreinen rijden en kan de dienst van de doorgaande treinen wat versneld worden. Tegen het einde van de jaren 80 beginnen en eindigen steeds meer treinen in Roosendaal. Bij het ingaan van de nieuwe dienstregeling '94/'95 in mei 1994 wordt de laatste rechtstreekse trein tussen Vlissingen en Zwolle opgeheven.
Tussen Zutphen en Arnhem rijden stoptreinen die na Arnhem doorrijden naar Amsterdam, Den Haag en Rotterdam. Later worden deze stoptreindiensten ingekort tot Utrecht en weer later tot Ede-Wageningen. Vanaf december 2008 rijden de stoptreinen tussen Zutphen en Nijmegen. Later worden deze treinen verlengd tot Wijchen. 
Bij het ingaan van de nieuwe dienstregeling in 2007 wordt de intercitydienst opgedeeld in een gedeelte Zwolle - Nijmegen (serie 3700) en een gedeelte Arnhem - Roosendaal (serie 3600). Deze knip is met het ingaan van de nieuwe dienstregeling 2009 weer ongedaan gemaakt.
| Serie | Treinsoort     | Route | Bijzonderheden |
| ----- | -------------- | --- | --- |
| 3600  | Intercity (NS) | Roosendaal – Breda – Tilburg – 's-Hertogenbosch – Nijmegen – Arnhem Centraal – Dieren – Zutphen – Deventer – Zwolle | |
| 7600  | Sprinter (NS)  | Wijchen – Nijmegen – Arnhem Centraal – Dieren – Zutphen                                                             | 's Avonds na 20:00 uur en op zondag wordt er niet tussen Nijmegen en Wijchen v.v. gereden en wordt 1x per uur gereden tussen Arnhem Centraal en Zutphen v.v. |

### Zwolle – Leeuwarden
Tussen Zwolle en Leeuwarden rijden jarenlang rechtstreekse treinen van en naar de Randstad. Sinds de invoering van de nieuwe dienstregeling bij Spoorslag '70 rijden deze treinen min of meer in een vast patroon waarbij het ene halve uur enkel gestopt wordt in Steenwijk en Heerenveen en het andere halve uur alle stations worden aangedaan. Deze treinen rijden tussen Zwolle en Amersfoort of Utrecht al dan niet gecombineerd met een gedeelte van/naar Groningen. Het koppelen en splitsen van deze treinen vond begin jaren 80 plaats in Meppel.
De eerste 25 jaar werd in een vast patroon van en naar Amsterdam, Rotterdam en Den Haag gereden. De stoppende intercity's reden van en naar Amsterdam, de andere treinen reden het ene uur naar Den Haag, waarbij het Groningse deel naar Rotterdam reed en het andere uur naar Rotterdam, waarbij het Groningse deel uiteraard naar Den Haag reed. In 1986 kwam de westelijke tak van de Schiphollijn gereed en reden de treinen naar Amsterdam door naar Schiphol en Hoofddorp. Vanaf 1995 worden deze treinen in Amersfoort gesplitst, waarbij in de praktijk het Leeuwarder deel naar Amsterdam Centraal rijdt en het Groningse deel rijdt via de in 1993 gereed gekomen Zuidtak naar Schiphol. In die periode werd de bestemming van de andere intercity's min of meer gestandaardiseerd. Het Leeuwarder deel rijdt hierbij voornamelijk naar Rotterdam en het Groningse deel naar Den Haag.
Bij het ingaan van de nieuwe dienstregeling van 2007 verviel de rechtstreekse verbinding met Amsterdam Centraal en reden de gecombineerde intercity's uit Groningen en Leeuwarden in hun geheel door naar Amsterdam Zuid en Schiphol. In de brede spits reed een groot deel van deze intercity's niet gecombineerd en reed het Leeuwarder deel van en naar Rotterdam. Hiermee had de Friese hoofdstad dus op verschillende momenten van de dag een halfuurverbinding met de havenstad. Bij de opening van de Hanzelijn op 9 december 2012 zijn de treinen uit Friesland ook voor een deel via Lelystad naar de Randstad gaan rijden.
Het baanvak Meppel – Leeuwarden was een van de laatste in Nederland waar nog niet op alle stations overdag een halfuurdienst werd bereikt. Op de stations Wolvega, Akkrum en Grou-Jirnsum stopte slechts één trein per uur en ook vanuit Meppel kon slechts eenmaal per uur richting Leeuwarden en v.v. gereisd worden. Om dit enigszins te compenseren reed met een financiële bijdrage van de provincie Friesland sinds 2007 een extra spitsstoptrein, serie 2900, tussen Leeuwarden en Wolvega. Daarvoor reed al vanaf 1991 een spitsstoptrein Leeuwarden – Heerenveen, welke tot 1994 met een Wadloper werd bereden.
Met ingang van de nieuwe concessie van het Hoofdrailnet in 2015 zijn alle treinen tussen Leeuwarden en de Randstad tussen Leeuwarden en Zwolle op ieder station gaan stoppen, vanwege de concessie-eis dat ieder station minimaal ieder half uur bediend moet worden. Met ingang van de dienstregeling 2015 hebben dan de stations Wolvega, Akkrum, Grou-Jirnsum en ook Meppel een halfuurdienst met zowel Leeuwarden als Zwolle.
Vanaf 2018 rijden er vier treinen per uur tussen Leeuwarden en Meppel, waarvan in de eerste instantie alleen de twee intercity's doorrijden naar Zwolle. Nadat de spoorverdubbeling op het traject Zwolle - Herfte in 2021 gereed is gekomen, rijden sinds 6 september van dat jaar ook de meeste sprinters door naar Zwolle.
| Serie            | Treinsoort          | Route                                                                                                  | Bijzonderheden |
| ---------------- | ------------------- | --- | --- |
| 500              | Intercity (NS)      | Den Haag Centraal – Gouda – Utrecht Centraal – Amersfoort Centraal – Zwolle – Assen – Groningen        | |
| 600              | Intercity (NS)      | Leeuwarden – Meppel – Zwolle – Amersfoort Centraal – Utrecht Centraal – Gouda – Den Haag Centraal      | |
| 700              | Intercity (NS)      | Schiphol Airport – Amsterdam Zuid – Almere Centrum – Lelystad Centrum – Zwolle – Assen – Groningen     | Vormt tussen Schiphol Airport en Zwolle een halfuurdienst met serie 800. Vormt tussen Zwolle en Groningen een halfuurdienst met serie 500. Sommige treinen tussen Zwolle en Groningen stoppen op alle stations. (alleen 's morgens vroeg en 's avonds laat) |
| 800              | Intercity (NS)      | Schiphol Airport – Amsterdam Zuid – Almere Centrum – Lelystad Centrum – Zwolle – Meppel – Leeuwarden   | Vormt een halfuurdienst tussen Schiphol Airport en Zwolle met serie 700 en tussen Zwolle en Leeuwarden met serie 600. Sommige treinen tussen Zwolle en Leeuwarden stoppen op alle stations. (alleen 's morgens vroeg en 's avonds laat).                    |
| 6100             | Sprinter (NS)       | Zwolle – Meppel – Assen – Groningen                                                                    | |
| 9000             | Sprinter (NS)       | Leeuwarden – Meppel – Zwolle – Lelystad Centrum                                                        | Rijdt na 20:00 uur en in het weekend 1x/uur tussen Leeuwarden en Zwolle. Rijdt na 21:00 uur 1x/uur op het hele traject. |
| Nachttrein 32780 | Nachttrein (Arriva) | Groningen – Assen – Zwolle – Lelystad Centrum – Almere Centrum – Amsterdam Centraal – Schiphol Airport | Rijdt alleen in de nacht van vrijdag op zaterdag. |

## Materieelinzet

### Arnhem – Zwolle
De IJssellijn kende jarenlang de officieuze bijnaam van Schrootlijn. Reden hiervoor was dat hier doorgaans het oudste reizigersmaterieel van de NS werd ingezet. Ondanks dat de verbinding Zwolle - Arnhem - Roosendaal - Vlissingen in 1970 onderdeel werd van het intercitynetwerk, werden de richtlijnen voor de inzet van intercitymaterieel hier lange tijd niet toegepast. Zowel de Plan D en Plan E rijtuigen als het Materieel '46 en Materieel '54 reden hier hun laatste kilometers. Ook heeft Mat '64 enkele jaren van het eerste decennium van de 21e eeuw op deze lijn als oudste in dienst zijnde materieel gediend, zwaartepunt lag op het deel Zwolle-Nijmegen van 10 dec 2006 t/m 24 aug 2008.
Op de verbinding werd na de elektrificatie in 1953 voornamelijk het vooroorlogse stroomlijnmaterieel, Materieel '36, ingezet (na medio 1959 was dit het oudste elektrische reizigersmaterieel van de NS, op de zeer kleine serie Mat '35 na). Begin jaren 60 worden de oude treinstellen vervangen door het Materieel '46. Ook nadat de spoorlijn vanaf 1970 officieel onderdeel van het intercitynetwerk was, werden een aantal treinen door het Materieel '46 gereden (vanaf 1975, na de uitdienstneming van vooroorlogse diesels en wagons, het oudste reizigersmaterieel van de NS). Daarnaast reden er vooral getrokken treinen met rijtuigen Plan E en Plan W. Later verving het Materieel '54 de getrokken treinen tussen Zwolle en Vlissingen. Begin jaren 80 gaan de treinstellen Materieel '46 buiten dienst en wordt het Materieel '54 elders ingezet. Vanaf 1982 worden de vrijgekomen treindiensten opnieuw overgenomen door getrokken treinen met rijtuigen Plan E. Deze rijtuigen waren door de nieuwe intercityrijtuigen uit de intercitydiensten tussen de Randstad en Limburg verdreven. Begin 1988 gaan de laatste van deze rijtuigen buiten dienst en worden de meeste treindiensten weer overgenomen door het Materieel '54. Vanaf 1989 worden in België gehuurde M2 rijtuigen op de IJssellijn ingezet. Met de inzet van de rijtuigen keren na een korte pauze opnieuw de getrokken treinen op de verbinding terug.
In 1993 gaan de meeste rijtuigen weer terug naar België. In de treindiensten kwam voornamelijk het materieel '64 te rijden. Deze waren door de komst van het DD-AR vrijgekomen uit de treindiensten in Noord-Holland en de Flevolijn. Daarnaast rijdt er ook nog altijd Materieel '54. Ook het DD-AR en ICM wordt in 1993 in enkele treinen ingezet. In mei 1994 keert de laatste stam met M2-rijtuigen terug naar België. Geheel tegen de traditie van de inzet van het oudste reizigersmaterieel worden hierna nog maar enkele treinen door het Materieel '54 gereden. In de meeste treindiensten rijden Plan T treinstellen, eventueel versterkt met Plan V.

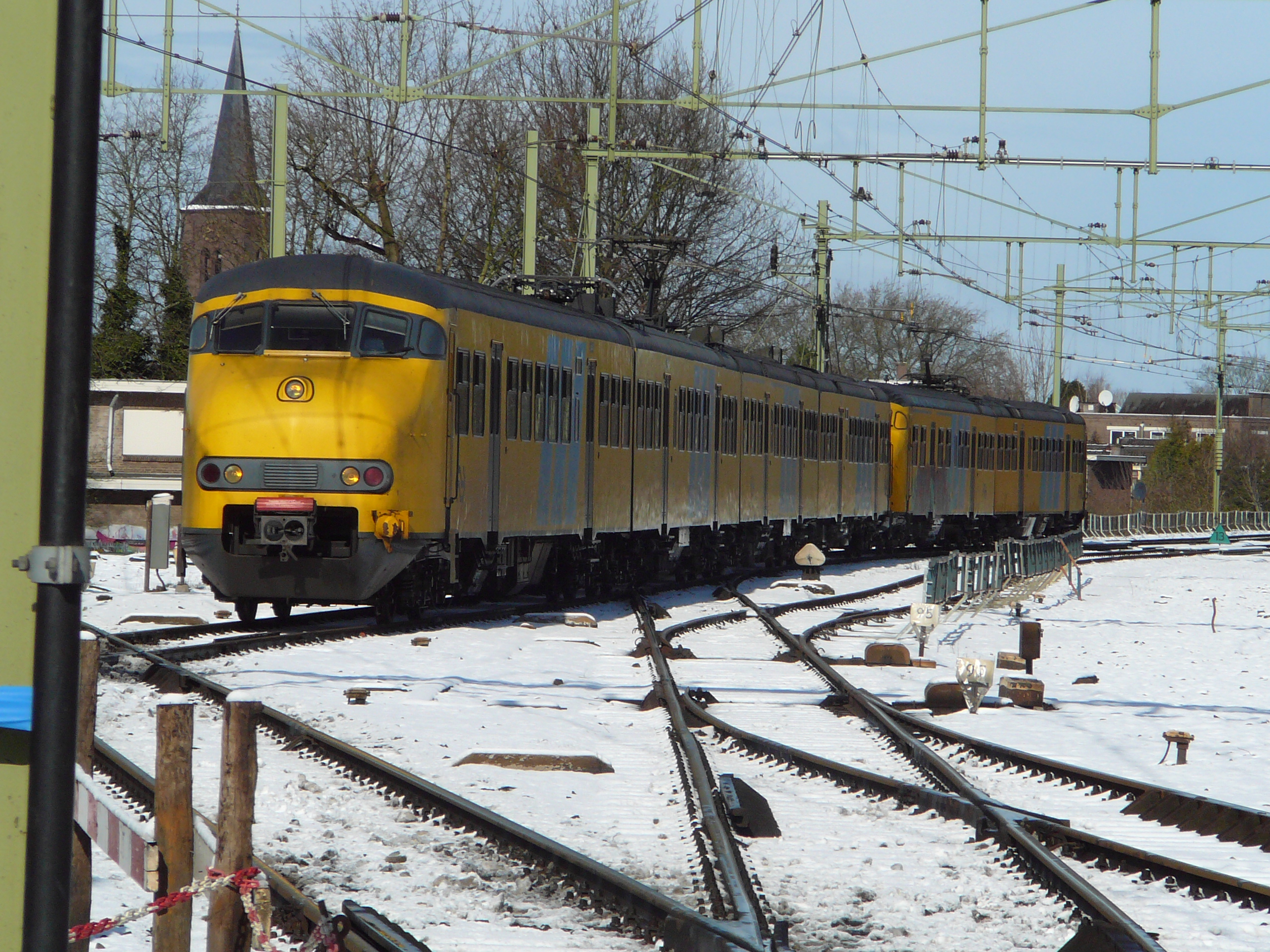
Plan T treinstel 503 is op 25 maart 2008 samen met Plan V treinstel 829 onderweg van Zwolle naar Nijmegen. De trein komt Deventer binnenrijden.

In 1995 wordt een belangrijk deel van de treinen alsnog door het Materieel '54 gereden. In januari 1996 gaat het Materieel '54 buiten dienst. Op vrijdag 12 januari rijdt treinstel 765, als invaller voor een Plan T treinstel, officieel de laatste treindiensten op de IJssellijn. Met het einde van de inzet van het hondekopmaterieel kwam er tevens een einde aan de inzet van het oudste reizigersmaterieel op deze verbinding. Vanaf de daaropvolgende zondag werden namelijk vrijwel alle treindiensten tussen Zwolle en Roosendaal door het nieuwe dubbeldeksinterregiomaterieel overgenomen van het vanaf die dag oudste elektrische reizigersmaterieel van de NS, het Materieel '64.
Door verschuivingen in het reizigersmaterieel keren in 1999 en 2000 de getrokken treinen terug. Vanaf mei 1999 worden enkele treinen met intercityrijtuigen gereden. De rijtuigen zijn hierbij tijdelijk voorzien van stuurstroomkabels en rijden met een e-loc 1700 voor en achter. Begin 2000 worden vrijwel alle treindiensten, zowel van het DD-IRM als de ICR, overgenomen door het Materieel '64. Later keren de getrokken treinen weer terug in de treinen tussen Zwolle en Roosendaal. Ook de eerste tot stuurstandrijtuig verbouwde Intercityrijtuigen doen hun intrede op de IJssellijn. Ook het DD-IRM keert terug in enkele treindiensten. In april 2005 nemen zij alle treindiensten van de getrokken treinen over.
Met het knippen van de treindienst tussen Zwolle en Roosendaal in een verbinding Zwolle - Nijmegen en een verbinding Arnhem - Roosendaal krijgt het Materieel '64 weer alleenheerschappij op het noordelijke deel van de IJssellijn. Dit lijndeel (Zwolle-Nijmegen) wordt hiermee weer voor even 'schrootlijn', dit tot groot genoegen van hobbyisten, maar tot groot verdriet van de meeste reizigers, lokale overheid en -media.
Eind 2007 en in 2008 worden steeds meer treinen door het VIRM gereden. Per 25 augustus 2008 zijn alle treindiensten overgenomen door het VIRM. Met ingang van nieuwe dienstregeling 2009 wordt de treindienst tussen Zwolle en Roosendaal gereden door zowel VIRM als ICRm.
Na een jarenlange inzet van het Mat '64 is de stoptreindienst tussen Zutphen en Nijmegen in december 2008 overgenomen door het Stadsgewestelijk Materieel. En na de buiten dienststelling van de SGMm treinstellen zijn deze vervangen door de net nieuwe Sprinter Nieuwe Generatie.

### Zwolle – Leeuwarden
Het traject Zwolle – Leeuwarden is onderdeel van een van de belangrijkste lange-afstandsverbindingen in het Nederlandse spoorwegnet. Hier wordt dan ook doorgaans het luxere reizigersmaterieel ingezet. Aan het einde van de jaren 30 maakte de stoomtractie in veel doorgaande treinen plaats voor dieseltractie. Tussen 1938 en de elektrificatie in 1952 werd een groot aantal treinen gereden door het moderne dieselelektrische stroomlijnmaterieel, de treinstellen DE 3 en DE 5. Na de elektrificatie kwamen diverse soorten elektrisch stroomlijnmaterieel op de lijn te rijden. De inzet van de treinstellen was handig voor het kopmaken van de doorgaande treinen in Utrecht. De automatische koppelingen waren handig voor het snel combineren van de treindelen uit Leeuwarden en Groningen. Er reden ook getrokken treinen over het traject. Omdat het omlopen van locomotieven in Utrecht veel tijd en ruimte vergde, werd meestal een andere locomotief aan de andere zijde van de trein geplaatst.
Bij de invoering van Spoorslag '70 werden enkele materieelsoorten aangewezen voor de intercitydiensten. Op de verbinding Randstad - Noord/Oost kwamen voornamelijk de treinstellen Materieel '54 te rijden. Als versterking reed een enkele keer ouder stroomlijnmaterieel mee. De hondekoppen vormden bijna 20 jaar een vertrouwd gezicht in de intercitydiensten op de lijn naar de Friese hoofdstad. Halverwege de jaren 70 werd begonnen met de ontwikkeling van het nieuwe Intercitymaterieel. Deze treinstellen waren voorzien van een doorloopkop. Hierdoor konden zowel voor reizigers als personeel tijdens de rit van het ene naar het andere treinstel te lopen. De proefserie van zeven treinstellen kwam in 1977 in dienst. Zes jaar later begon de seriebouw van de treinstellen. De eerste treinstellen werden ingezet tussen Groningen/Leeuwarden en Amsterdam Centraal, later volgden ook de andere intercityverbindingen tussen de Randstad en Noord/Oost-Nederland. In 1991 werd de laatste intercitydienst van het Materieel '54 tussen Den Haag/Rotterdam en Groningen/Leeuwarden vervangen door het nieuwe intercitymaterieel. De inzet van de hondekoppen was die jaren al geslonken tot enkele treinen per dag. De Koplopers vormen sindsdien vrijwel alleenheerschappij op deze intercityverbindingen. Alleen eind jaren 90 werd in enkele treinen kortstondig VIRM ingezet. Sinds december 2009 rijden er ook weer in enkele treinseries VIRM.
De IC '90 treinen die in de jaren 90 reden, betekenden een kortstondige terugkeer van het Materieel '54 in de intercitydiensten naar het noorden. Ook het ICM, Mat '64 en VIRM reed in deze treindiensten. Naast de intercity's heeft er lange tijd een spitsstoptrein tussen Leeuwarden en Heerenveen gereden. In deze treindienst werd verschillend materieel ingezet. Een aantal jaar werden voor deze treindienst Wadlopers ingezet. Ook het Materieel '54 en de ICM-treinstellen hebben deze treinen gereden. Enkele jaren werd zelfs een Plan-V treinstel vanuit Zwolle overgebracht om een spitsslag te rijden. Sinds de invoering van de nieuwe spitsstoptreinen tussen Leeuwarden en Wolvega werden de meeste spitstreinen door Dieselmaterieel '90 gereden. De inzet van dieseltreinstellen kwam voornamelijk door het overschot aan dit materieel bij de NS.
Vanaf dienstregeling 2001/2002 rijdt er voornamelijk ICMm op deze spoorlijn en vanaf dienstregeling 2012 zitten daar ook treinstellen van het type VIRM tussen. In de loop van 2017 werd de VIRM langzaam vervangen door het type DDZ. De sprinterdiensten worden sinds het voorjaar van 2019 verzorgd door het type SNG.

## Omgeving

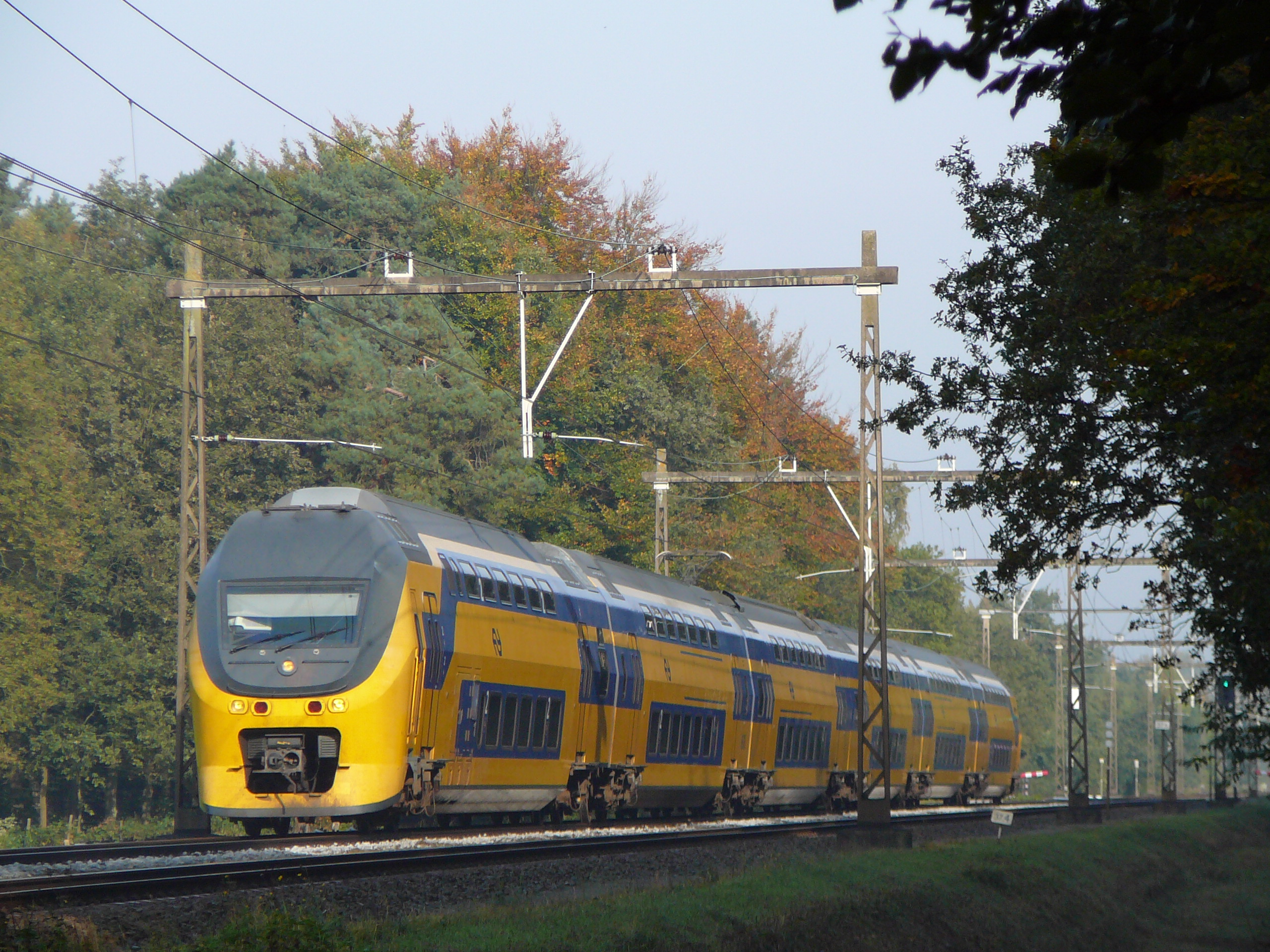
VIRM-treinstel 8610 rijdt op 13 oktober 2008 als intercity van Zwolle naar Nijmegen door de bosrijke omgeving van Epse.

Staatslijn A vormt de verbinding tussen enkele middeleeuwse Hanzesteden en de Friese hoofdstad Leeuwarden. Steden die zich al voor de komst van de trein sterk hadden ontwikkeld. Andere plaatsen ontwikkelden zich juist dankzij de komst van het spoor. Het grootste deel van de omgeving van het traject is vrij landelijk gebleven. Het deel tussen Arnhem en Zwolle staat bekend als de IJssellijn. De spoorlijn ligt hier vrijwel geheel in het IJsseldal. In Zutphen kruist de spoorlijn de rivier waarnaar hij vernoemd is. Tussen Arnhem en Dieren ligt de lijn bijna ingeklemd tussen de rivier en de Veluwe. De Veluwezoom kenmerkt zich onder andere door het glooiende landschap en de statige huizen.
Tussen Zutphen en Olst is vooral het afwisselende landgoederenlandschap zichtbaar. Weilanden en akkers worden afgewisseld met bosachtige tuinen. Verder richting Zwolle neemt het percentage agrarische activiteiten sterk toe. En het gebied tussen Zwolle en Meppel kenmerkt zich helemaal door de weidse, vlakke en nauwelijks bebouwde vergezichten.
Na Meppel begint de omgeving weer enigszins te glooien en staan er meer bomen. Ten noorden van Steenwijk is speciaal voor het spoor een insnijding gegraven om de stuwwal bij de Woldberg te doorkruisen. Daar passeert het ook geologisch monument Wolterholten. Na het passeren van de Friese provinciegrens duikt het spoor het natuurgebied de Lindevallei in. Hier vormen waterpartijen en rietkragen het belangrijkste uitzicht. Na Wolvega rijdt de trein door het typisch Friese landschap met vooral veel weilanden, water en terpdorpen.